# Cessna A-37 Dragonfly
«Сессна A-37 Дрэгонфлай» («Сессна A-37 Стрекоза», англ. Cessna A-37 Dragonfly) — американский лёгкий двухместный штурмовик, разработанный на базе учебного самолёта T-37 в середине 1960-х годов. Активно применялся в ходе войны во Вьетнаме, состоял на вооружении ряда государств Латинской Америки (в небольшом количестве используется до сих пор). После окончания Вьетнамской войны несколько А-37 были переданы вьетнамскими властями в СССР для изучения. В конструкции A-37 произошёл возврат к идее штурмовика как хорошо бронированного самолёта непосредственной поддержки войск, впоследствии получившей развитие при создании штурмовиков Су-25 и A-10.

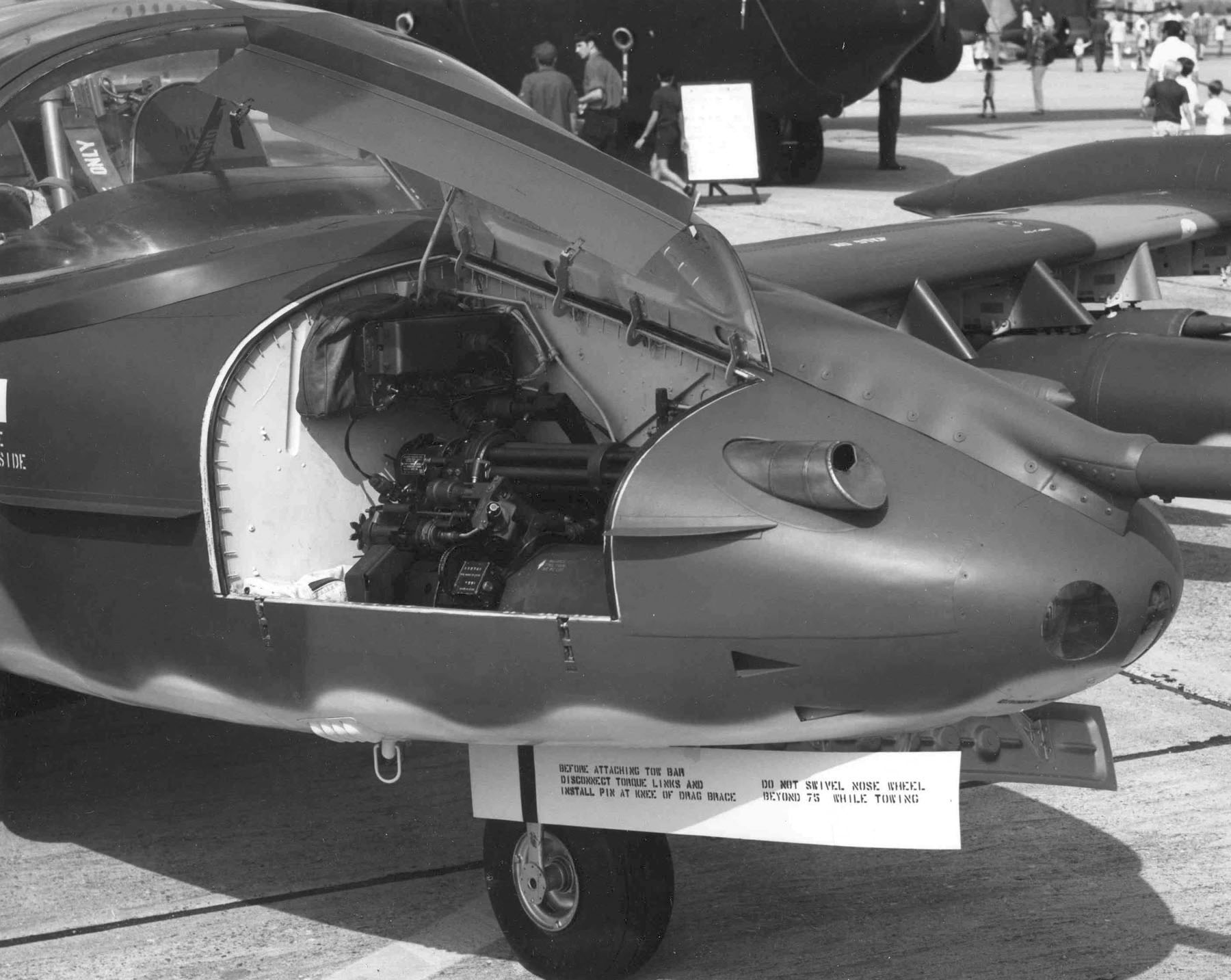
Пулемёт M134 в носовой части

## Варианты и модификации
- Cessna T-37C — учебно-тренировочный самолёт, имевший два пилона для крепления вооружения (113 кг боевой нагрузки)[1].
- YAT-37D (впоследствии переименованные в YAT-37A) — два предсерийных прототипа, переоборудованные в штурмовой вариант из учебно-тренировочных самолётов T-37C.
- A-37A (Cessna Model 318D) — первая модель с двумя турбореактивными двигателями J-85-GE-5, поступившая на вооружение в 1966 году. Всего из учебно-тренировочных самолетов T-37 было переоборудовано 39 машин. Применялась в ходе войны во Вьетнаме, пилоты отмечали уязвимость машины от огня с земли[2], однако в целом итоги её применения были оценены ВВС США весьма высоко[3]. Трофейный южновьетнамский A-37A получил достаточно высокую оценку советских специалистов[4].
- A-37B (Cessna Model 318E) — вторая модель, поступившая на вооружение в мае 1968 года, с двумя двигателями J-85-GE-17A и усиленной защитой,а также с системой дозаправки в воздухе.Всего до 1975 года произведено 577 машин[2].
- OA-37B — самолёт для разведки и корректировки огня с измененным БРЭО.

## Боевое применение

### Война во Вьетнаме
ВВС США до конца 1972 года потеряли 22 самолёта A-37, погибло 13 пилотов.
Для Южного Вьетнама США поставили 254 самолёта A-37 в боевых вариантах, также поставлялись учебные версии T-37.
Одна из самых известных атак с участием A-37 произошла 28 апреля 1975 года. В этот день пятёрка захваченных у южновьетнамцев A-37 (самолёты пилотировали два южновьетнамца-дезертира и 3 северовьетнамца) нанесла удар по авиабазе Тан Сон Нат под Сайгоном, каждый самолёт сбросил по четыре 250-фунтовые бомбы и потом добивал цели из пулемета, в результате удара было уничтожено 200 южновьетнамцев и 11 самолётов ВВС Южного Вьетнама: 4 C-119, 3 F-5, 3 C-47 и 1 DC-3.
Южный Вьетнам потерял практически все самолёты. В конце войны северовьетнамцы в качестве трофеев захватили 113 штурмовиков A-37, также было захвачено очень больше количество учебных T-37. Из этих трофейных самолётов в Кантхо был сформирован 937-й истребительно-бомбардировочный авиаполк объединённого Вьетнама.
Четыре трофейных самолёта в версии A-37 были переданы Советскому Союзу.

### Перуано-Эквадорский конфликт
Применялись обеими сторонами в ходе войны 1981 года. Один A-37 ВВС Эквадора был подбит в воздушном бою с однотипным самолётом ВВС Перу.
Далее применялись в ходе войны 1995 года. Несколько самолётов было потеряно, причём один A-37 был сбит в воздушном бою с эквадорскими истребителями.

### Гражданская война в Сальвадоре
Было сбито по меньшей мере 2 таких самолёта ВВС Сальвадора. Примечательно, что несмотря на защиту кабины экипажа один такой бронированный штурмовик был сбит выстрелом снайперской винтовки Драгунова. Вторая известная потеря была от огня ПЗРК «Игла».

## Аварии и Катастрофы
23 апреля 1990 года формация из 3 штурмовиков A-37B ВВС Перу разбилась об холм возле города Хаэн. Все 4 пилота, находившихся на борту, погибли.

## Тактико-технические характеристики
Приведённые ниже характеристики соответствуют модификации A-37B.
Источник данных: Jane's, 1975.

Технические характеристики
- Экипаж: 2 пилота
- Длина: 8,62 м (без штанги дозаправки)
- Размах крыла: 10,93 м (с баками на законцовках)
- Высота: 2,70 м
- Площадь крыла: 17,09 м²
- Профиль крыла: NACA 2418 mod - корень крыла, NACA 2412 mod - законцовка
- Удлинение крыла: 6,2
- База шасси: 2,39 м
- Колея шасси: 4,28 м
- Масса снаряжённого: 2817 кг

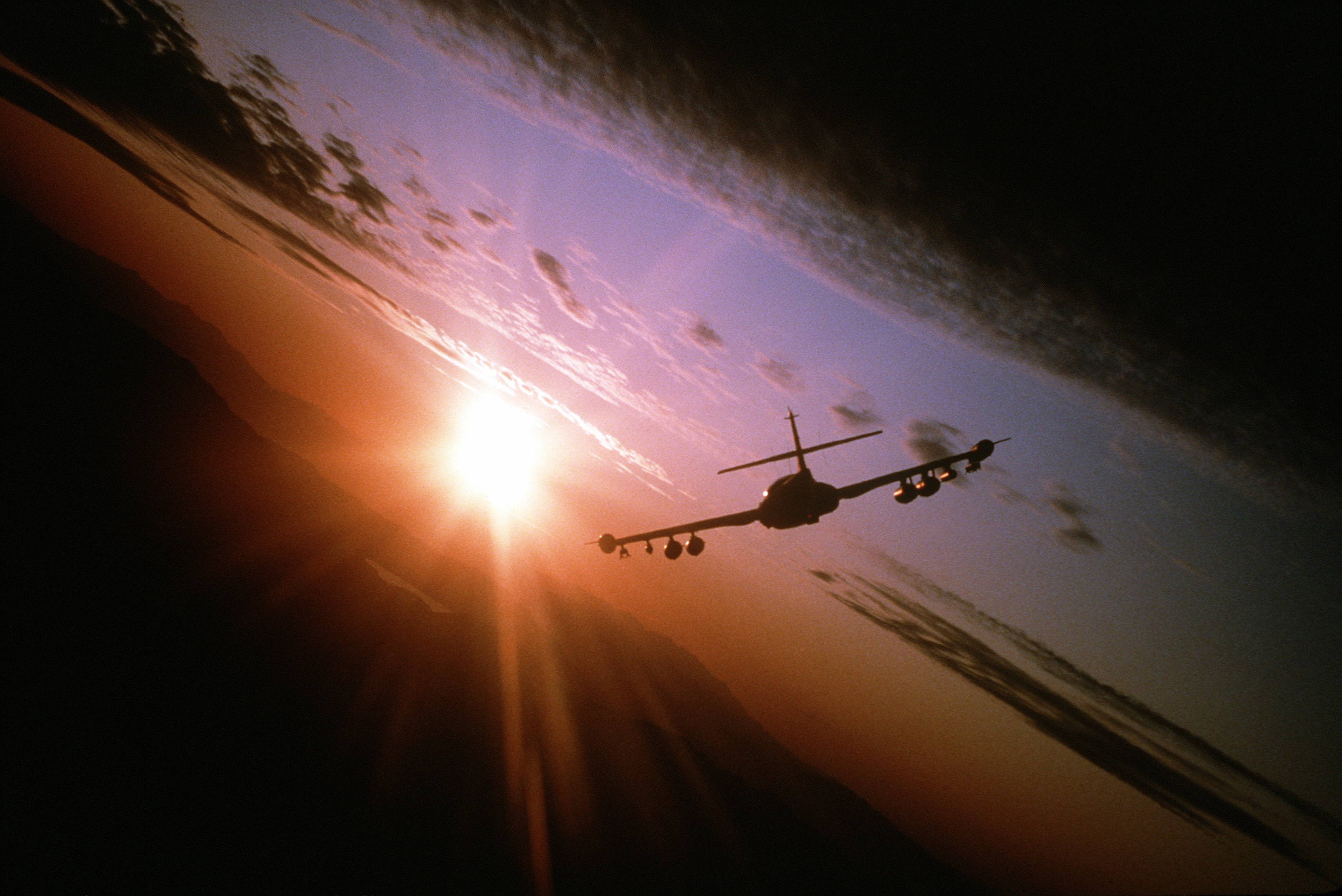

- Максимальная масса без топлива: 4858 кг
- Нормальная взлётная масса: 5430 кг
- Максимальная взлётная масса: 6350 кг
- Нормальная посадочная масса: 3175 кг
- Объём топливных баков: 1920 л (+ 4 × 378 л в ПТБ)
- Силовая установка: 2 × ТРД General Electric J85-GE-17A
- Тяга: 2 × 12,7 кН (1293 кгс)

Лётные характеристики
- Максимально допустимая скорость: 843 км/ч
- Максимальная скорость: 816 км/ч на 4875 м
- Крейсерская скорость: 787 км/ч на 7620 м
- Скорость сваливания: 182 км/ч (при максимальной посадочной массе)
- Практическая дальность: 740 км (с максимальной боевой нагрузкой)
- Перегоночная дальность: 1628 км (с ПТБ)
- Практический потолок: 12 730 м
- Скороподъёмность: 35,5 м/с
- Нагрузка на крыло: 319,3 кг/м²
- Тяговооружённость: 0,476 (при нормальной взлётной массе)
- Длина разбега: 792 м
- Длина пробега: 2012 м (при максимальной посадочной массе)
- Максимальная эксплуатационная перегрузка: +9,0/-3,2 g

Вооружение
- Стрелково-пушечное: 1 × 7,62 мм пулемёт GAU-2B/A
- Точки подвески: 8
  - 4 внутренние с нагрузкой 394 кг каждая
  - 2 средние с нагрузкой 272 кг каждая
  - 2 внешние с нагрузкой 227 кг каждая
- Боевая нагрузка: 1860 кг
- Неуправляемые ракеты: 7 × 70 мм ракет в блоках LAU-32/A или LAU-59/A  или/и 19 ×  70 мм ракет в блоках LAU-3/A
- Бомбы: свободнопадающие:
  -     - фугасные: 119 кг Mk 81 или/и 241 кг Mk 82 или/и 340 кг M117
    - зажигательные: 340 кг BLU-1C/B или/и 225 кг BLU-32/B с напалмом
    - кассетные: CBU-14/A, CBU-24/B или/и CBU-25/A (противопехотные), CBU-12/A или/и CBU-22/A (дымовые)

## Страны-операторы
- США

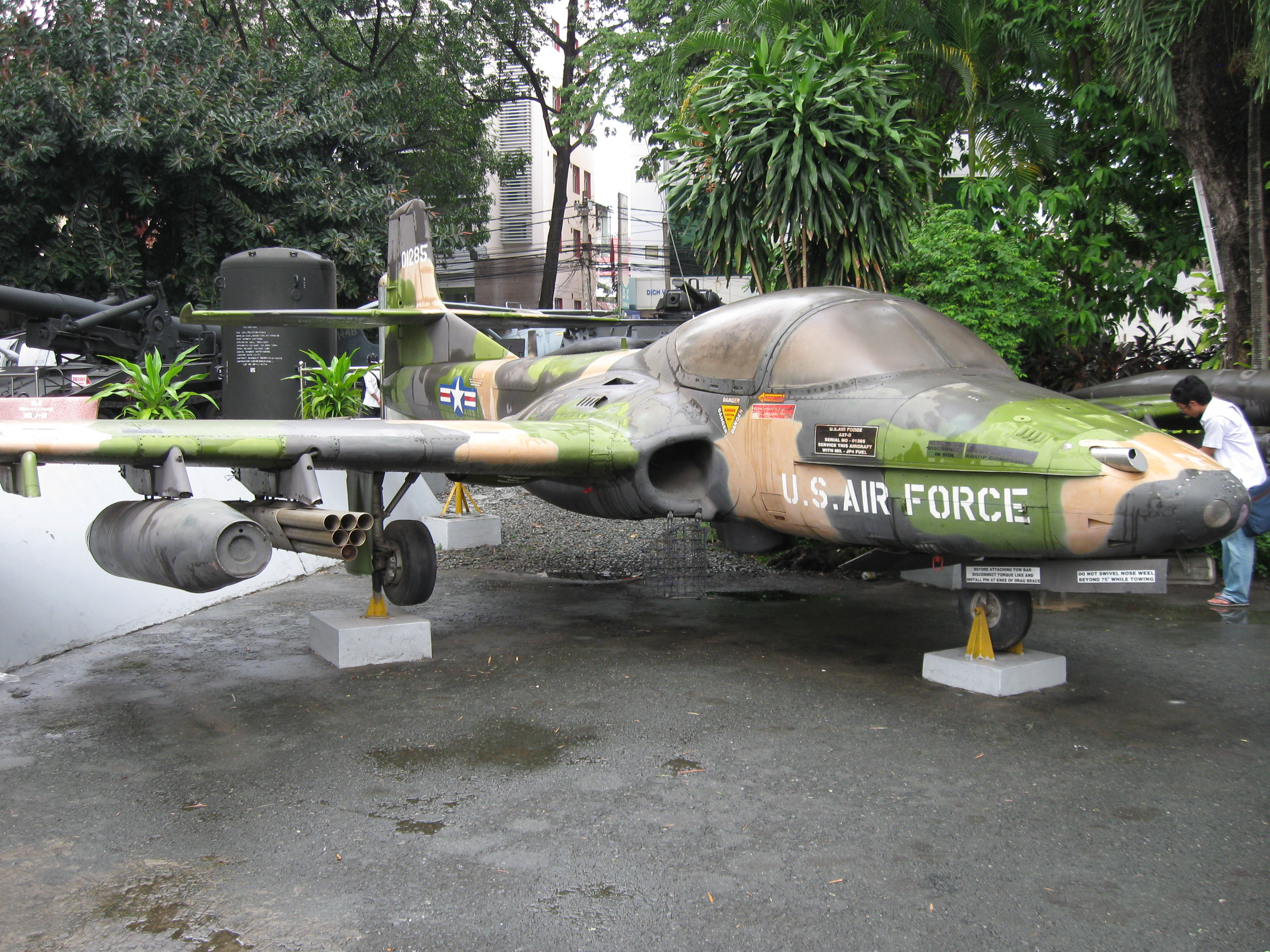
Трофейный A-37 «Дрэгонфлай» во вьетнамском музее

- Южный Вьетнам — в период войны во Вьетнаме поставлялись из США по программе военной помощи[* 2]. После окончания боевых действий в 1975 году 113 самолётов А-37 стали трофеями ДРВ[18]
- Сальвадор — первые шесть A-37B были получены из США в феврале 1982 года, таким образом, Сальвадор стал первым государством в западном полушарии, получившим на вооружение эту машину[19]. В общей сложности из США было получено 14 A-37B и два OA-37B[20], по состоянию на 2010 год на вооружении оставалось пять A-37B и два OA-37B[21]. В 2013 году правительство Сальвадора подписало контракт о приобретении в Чили десяти штурмовиков A-37B. Общая сумма сделки составляет 8,6 млн долларов США[22], первые машины должны быть получены в первом квартале 2014 года[23].
- Гватемала — по состоянию на 2010 год, на вооружении оставались два A-37B[24].
- Гондурас — по состоянию на 2010 год, на вооружении оставались восемь A-37B[25]
- Республика Корея
- Перу — в 2000—2010 гг. было получено 48 самолётов из США и Южной Кореи[26].
- Эквадор